# ФК Анкарагуџу
ФК Анкарагуџу је турски фудбалски клуб из Анкаре који се такмичи у турској Суперлиги.

## Европски наступ
УЕФА Куп победника купова: 
| Сезона    | Коло    | Тим                   | На домаћем терену | У гостима | Укупно |
| --------- | ------- | --------------------- | ----------------- | --------- | ------ |
| 1972./73. | 1. круг | Лидс јунајтед         | 1-1               | 0-1       | 1-2    |
| 1973./74. | 1. круг | Рејнџерс              | 0-2               | 0-4       | 0-6    |
| 1981./82. | 1. круг | ФЦ СКА Ростов на Дону | 0-2               | 0-3       | 0-5    |

Куп УЕФА / Лига Европе : 
| Сезона    | Коло    | Тим             | На домаћем терену | У гостима | Укупно |
| --------- | ------- | --------------- | ----------------- | --------- | ------ |
| 1999./00. | квалиф. | Б36 Торшавн     | 1-0               | 1-0       | 2-0    |
| 1999./00. | 1. круг | Атлетико Мадрид | 1-0               | 0-3       | 1-3    |
| 2002./03. | квалиф. | Алавес          | 1-2               | 0-3       | 1-5    |

## Домаћи наслови
Турски куп
- освајачи 1972, 1981.
- финалисти 1973, 1982, 1991.

Турско фудбалско првенство
- 1949.